# Folcard
Folcard (fl. 1066) est un hagiographe d'origine flamande. Moine de l'abbaye Saint-Bertin, il partit en Angleterre où il demeura de nombreuses années dans les abbayes de Canterbury puis Thorney avant de regagner son pays natal.

## Œuvres
- Vita S. Bertini (Vie de saint Bertin), dédicacée à Bovo, abbé de Saint-Bertin entre 1043 et 1065, et reproduite dans Acta Sanctorum O. S. B. de dom Mabillon (III. ii. 104) et dans la Patrologia de Migne (cxlvii. 1082).
- Vita Audomari (Vie d'Audomar), dans Mabillon (ii. 557) et Migne.
- Un poème in honorem S. Vigoris Episcopi (en l'honneur de saint Vigor évêque), écrit entre 1045 et 1074, et reproduit dans le Spicilegium d'Achery (iv. 576) et dans Migne.
- Vita S. Oswaldi (vie de saint Oswald), dans Mabillon (i. 727), les Acta Sanctorum de la Société des Bollandistes' , Capgrave (en) et Migne.
- Responsoria for the Festival of St. John of Beverley, composé avant la Vita S. Johannis Episcopi Eboracensis, which was written before 1070, and is printed in the Bollandists' ‘Acta SS.’ May, ii. 165, Migne, and Historians of York (Rolls Ser.), i. 238.
- Vita S. Botulfi (Botwulf de Thorney), suggested by the fact that the relics of the saint were at Thorney, dedicated to Vauquelin de Winchester, Évêque de Winchester, and therefore written in or after 1070, in Mabillon, III. 1, the Bollandists' Acta SS. June iv. 324, and Migne.